# Imperativ (Modus)
Der Imperativ (lateinisch [modus] imperativus von imperare ‚befehlen‘; deutsch Befehlsform) ist ein Modus des Verbs. Er wird in erster Linie für Aufforderungen und Befehle, oder Ratschläge und Einladungen benutzt. Er dient somit nicht zu Aussagen, sondern zum Ausdruck eines besonderen Sprechakts.
Der Imperativ wird oft in die Kategorie des irrealen Modus mit hineingenommen, obwohl er, anders als andere Fälle des Irrealis, keine Aussage macht (in der Fachliteratur gilt es als denkbar, aber strittig, dass er in seiner direktiven Bedeutung auch eine Aussage über eine noch nicht wirklich vorliegende Handlung enthält und insofern einem irrealen Modus gleicht).

## Imperativ im Deutschen
Der Imperativ ist im Deutschen ein Modus, der nur für die 2. grammatische Person (den sogenannten Adressaten) gebildet werden kann (einschließlich der Höflichkeitsform mit „Sie“ in der 3. Person Plural im Konjunktiv I). Er wird für gewöhnlich ohne Personalpronomen verwendet – nur das „Sie“ in der Höflichkeitsform muss zwingend erscheinen.
| Numerus  | Respekt     | Indikativ        | Imperativ                  |
| -------- | ----------- | ---------------- | -------------------------- |
| Singular | familiär    | Du bist streng.  | Sei nicht so streng!       |
| Singular | distanziert | Sie sind streng. | Seien Sie nicht so streng. |
| Plural   | familiär    | Ihr seid streng. | Seid nicht so streng!      |
| Plural   | distanziert | Sie sind streng. | Seien Sie nicht so streng. |

Standardsprachlich umfasst der Imperativ auch den Adhortativ an die 1. Person Plural: „Gehen wir!“
Der Vollständigkeit halber sei noch die veraltete, historische Form des Imperativs mit der höflichen Anrede „Er/Sie“ (im Singular) angeführt:
```
Aussagesatz: „Er/Sie 
ist
 streng.“
Aufforderung: „
Sei
 Er/Sie nicht so streng!“
```

### Formen des Imperativs
Es gibt verschiedene Versuche, die Formen des Imperativs im Deutschen zu systematisieren. In wissenschaftlichen Abhandlungen wird nicht wie in Grammatiken behauptet, dass diese Formen auf der Basis anderer Formen (z. B. Infinitiv oder 2. Person Singular) „gebildet“ würden. Stattdessen wird z. B. festgestellt, dass der Imperativ fast aller deutschen Verben im Singular der Verbform der 2. Person Singular Präsens ohne die Endung -st (und ohne das Personalpronomen) entspricht und dass der Imperativ aller deutschen Verben im Plural genau der Verbform der 2. Person Plural entspricht. Die Imperative der Verben haben, sein, werden und wissen und mehrere weitverbreitete umgangssprachliche Imperative entsprechen diesem Muster aber nicht im Singular.
Parallelen zwischen den Formen des Imperativs und anderen Formen sind also nicht überall regelmäßig zu sehen. Eine weitere Unregelmäßigkeit ist, dass zwar Verben mit Ablaut in der 2. Person (z. B. geben / du gibst) diesen Ablaut auch im Imperativ zeigen (Gib!), aber Verben mit Umlaut in der 2. Person (z. B. du fährst) den Umlaut nicht im Imperativ haben (Fahr!). Andererseits erklärt Eisenberg: „Nach A. Bittner ist der Vokalwechsel im Sg Imp das erste Merkmal das verlorengeht, wenn ein starkes Verb zur schwachen Flexion wechselt. So haben wir im Gesprochenen häufig schon ess(e), les(e), seh(e), werf(e), aber ausschließlich du isst, liest, siehst, wirfst.“

#### Regelmäßige Imperativformen
| Numerus  | Respekt     | Indikativ | Imperativ  |
| -------- | ----------- | --------- | ---------- |
| Singular | familiär    | du gehst  | geh!       |
| Singular | distanziert | Sie gehen | gehen Sie! |
| Plural   | familiär    | ihr geht  | geht!      |
| Plural   | distanziert | Sie gehen | gehen Sie! |

Weitere Beispiele sind du arbeitest → arbeite! und du wirfst → wirf!.

#### Ausnahmen
Die Verben haben, sein, werden und wissen:
|        | Indikativ | Imperativ |
| ------ | --------- | --------- |
| haben  | du hast   | hab(e)!   |
| sein   | du bist   | sei!      |
| werden | du wirst  | werde!    |
| wissen | du weißt  | wisse!    |

Im familiären Plural sind diese Verben regelmäßig, also identisch mit der 2. Person Plural. Im distanzierten Singular und Plural sind diese Verben auch regelmäßig, d. h. in der 3. Person Plural des Konjunktivs I, welche Form nur beim Verb sein anders als im Indikativ (Sie sind) ist: seien Sie!.
Bei starken Verben mit Umlaut in der 2. und 3. Person Singular entfällt der Vokalwechsel beim Imperativ:
|          | Indikativ   | Imperativ |
| -------- | ----------- | --------- |
| schlafen | du schläfst | schlaf!   |
| laufen   | du läufst   | lauf!     |

Starke Verben mit Vokalwechsel im Imperativ können kein -e als Endung bekommen; es heißt z. B. nur wirf!, gib! und iss!. Bei den schwachen Verben, deren Wortstamm auf -d, -t, -ig, -ier oder Konsonant plus -m oder -n endet, gilt die Form mit -e als stilistisch besser oder einzig möglich: In den meisten anderen Fällen ist die Endung -e beim Imperativ im heutigen Sprachgebrauch fakultativ: In Deutschland gelten schlaf und schlafe oder mach und mache als gleichwertige Parallelformen, aber im österreichischen Standard ist das Endungs-E unüblich und veraltet.
|               | Indikativ        | Imperativ     |
| ------------- | ---------------- | ------------- |
| reden         | du redest        | rede!         |
| warten        | du wartest       | warte!        |
| entschuldigen | du entschuldigst | entschuldige! |
| studieren     | du studierst     | studiere!     |
| atmen         | du atmest        | atme!         |
| rechnen       | du rechnest      | rechne!       |

Bei Verben wie rechnen oder atmen, bei denen aus dem Wortstamm ein e entfällt (siehe Rechen(-regel), Atem), ist die Imperativform mit der Endung -e, also rechne!, die einzig mögliche Variante. Bei Verben auf -eln kann das e im Wortstamm entfallen: sammele! oder sammel!, aber auch sammle!.
Im Plural lässt man zur Bildung des Imperativs von der 2. Person Plural nur das Personalpronomen weg, die Endung bleibt. Aus ihr schaut wird schaut!.

### Alternativen zum Imperativ in Aufforderungssätzen
Um Befehle, Aufforderungen und Anweisungen zu vermitteln, muss nicht zwingend der Modus des Imperativs verwendet werden, stattdessen kann der Sprecher auf andere Verbformen und Formulierungen zurückgreifen; teilweise verdeutlichen Modalpartikeln den Aufforderungscharakter.

#### Indikativ
Der Indikativ kann mit der Wirkung einer Aufforderung gebraucht werden, wenn Sprecher von ihrem Gegenüber erwarten, dass diese Handlung in Zukunft so realisiert wird. Beispiele:
- „Um Neun bist du wieder zu Hause!“
- „In Zukunft wendest du dich bitte direkt an mich!“
- Alternativ: „In Zukunft wirst du dich direkt an mich wenden!“ (Futur I)

Das unpersönliche Passiv ist eine weitere markante Konstruktion, mit der Aufforderungen im Indikativ kommuniziert werden können:
- Plötzlich kommt die Mama oder der Papa ins Zimmer und bestimmt: „Licht aus, jetzt wird geschlafen.“[10]
- „Jetzt wird gearbeitet, nicht gequatscht“, ruft sie einer kleinen Gruppe Helferinnen zu und klatscht aufmunternd in die Hände.[11]

#### Infinitiv
In Anleitungen, wie zum Beispiel Kochrezepten, die den Anwender nicht persönlich anreden, sind die Arbeitsanweisungen oft nur im Infinitiv anstelle des veralteten man nehme … angegeben, zum Beispiel: Gemüse putzen, waschen und vorbereiten … In öffentlichen Anzeigeschildern wird der Infinitiv oft gebraucht: Links stehen, rechts gehen! Bitte hinten aussteigen! Im Notfall Glas einschlagen. Auch auf Verbotsschildern ist der Infinitiv verbreitet, zum Beispiel: Nicht rauchen! oder Nicht hinauslehnen!. Im mündlichen Sprachgebrauch ist der Infinitiv als Ersatz für den Imperativ bei echten Aufforderungen (keine Bitten und auch nicht bei längeren Sätzen) allgemein üblich, zum Beispiel: Aufpassen!, Hergucken!, Nicht faulenzen!, Erst denken, dann reden!.
- Rezept: Lachsforellenfilet waschen, trockentupfen, mit Zitronensaft beträufeln und kurz stehen lassen. In der Zwischenzeit Gemüse putzen und in feine Streifen schneiden.[12]
- Aufforderung: Auch beim Zukunftsfonds gilt: Erst denken, dann Geld ausgeben.[13]

#### Partizip Perfekt
Das Partizip Perfekt (bzw. Partizip Ⅱ) kann bei trennbaren intransitiven Verben für Aufforderungen verwendet werden, typisch, aber nicht ausschließlich, in der Funktion eines militärischen Kommandos:
- Adjutant Carsten Gries kommandiert: „Stillgestanden!“[14]
- Autofahrer aufgepasst! Die Nauener Polizei blitzt heute mit ihrem Radarmessgerät auf der Bundesstraße 5 bei Berge.[15]
- Aufgepasst, jetzt folgt ein Trick![16]
- Hereinspaziert! Der Schlüssel steckt.[17]

#### Konjunktiv II
- Bei Bitten verwendet man gern höflichere Umschreibungen im Konjunktiv II, zum Beispiel: „Würdest du bitte das Fenster zumachen?“ statt „Mach bitte das Fenster zu!“

Verwandte Modi sind der Jussiv (Befehl an die 3. Person) und der Adhortativ oder der Kohortativ (Aufforderung an die 1. Person). Diese existieren im Deutschen nicht als eigenständige Verbform und müssen durch Umschreibungen ausgedrückt werden.

#### Indirekte Rede
In indirekter Rede wird in geschriebenem Standarddeutsch der Imperativ durch Modalverben im Konjunktiv I ersetzt. Bei höflichen Bitten benutzt man z. B. „mögen“ (z. B. „Reg dich doch bitte nicht so auf!“ → „Sie bat ihn (höflich), er möge sich nicht so aufregen.“). Bei Befehlen oder Aufforderungen benutzt man z. B. „sollen“ (z. B. „Hört jetzt endlich auf, über das Wahlergebnis zu diskutieren!“ → „Er befahl ihnen (scharf), sie sollten aufhören, über das Wahlergebnis zu diskutieren.“).

## Imperativ im Englischen
Im Englischen entspricht der Imperativ dem Infinitiv des Verbs. Dieser grammatische Imperativ ist in der 2. Person (Singular und Plural sind dabei ununterscheidbar). Das Personalpronomen you (du) wird für gewöhnlich ausgelassen, kann aber benutzt werden, um den Befehl besonders zu betonen.
Verneint wird er mittels des verneinten Hilfsverbs do (tun): “Don’t touch me!”
In der Verneinung kann ebenfalls you eingefügt werden, um besondere Betonung auszudrücken (“You don’t touch these!”). In der Umgangssprache kann you auch nach don’t stehen, drückt dabei aber nicht zwangsläufig eine Betonung aus: “Don’t you touch these!”, wobei dies sprachgeschichtlich die eigentliche Betonung ist. 
Um besonderen Nachdruck auszudrücken, kann das Hilfsverb do auch im affirmativen Imperativ eingesetzt werden: “Do be quiet!”
In der 1. Person wird der Imperativ mit dem Verb let (lassen) umschrieben:
- Let us (Let’s) have a drink! (drückt den Imperativ in der 1. Person Plural aus)

## Imperativ im Französischen
Die französische Sprache verfügt, wie das Deutsche, ebenfalls über eine flektierte Verbform des Imperativs, den impératif. Der französische Imperativ verfügt aber über drei anstelle von zwei Personalflektionen und wird abweichend vom Deutschen nicht mit einem Ausrufezeichen am Satzende markiert:
|            | Imperativ            | Impératif  |
| ---------- | -------------------- | ---------- |
| 2. Ps. Sg. | Schau!               | Regarde.   |
| 1. Ps. Pl. | Lass(t) uns schauen! | Regardons. |
| 2. Ps. Pl. | Schaut!              | Regardez.  |

In der 1. Person Plural ist der französische Imperativ aber kein Imperativ an sich, sondern bildet einen Adhortativ.
Die französische Grammatik beschreibt auch einen Imperativ Perfekt (impératif passé). Damit kann ausgedrückt werden, dass ein Befehl zu einem Zeitpunkt in der Zukunft befolgt worden sein soll, weshalb er auch als impératif futur antérieur bezeichnet wird. Hierzu wird eine der drei Imperativformen (aie, ayons, ayez bzw. sois, soyons, soyez) von avoir (haben) oder être (sein) mit dem passenden Partizip Perfekt (participe passé) kombiniert:
|            | Impératif passé          | Übersetzung                             |
| ---------- | ------------------------ | --------------------------------------- |
| 2. Ps. Sg. | Sois parti(e) à midi.    | Sei bis Mittag aufgebrochen!            |
| 1. Ps. Pl. | Soyons parti(e)s à midi. | Lasst uns bis Mittag aufgebrochen sein! |
| 2. Ps. Pl. | Soyez parti(e)s à midi.  | Seid bis Mittag aufgebrochen!           |

Die dem impératif passé entsprechende Form (sei aufgebrochen) lässt sich zwar für die 2. Person nach gleichen Regeln in der deutschen Sprache bilden, ist jedoch selten und wird nicht als eigenständige Form gelehrt.

## Imperativ im Lateinischen

### Imperativ I
|            | Latein   | Übersetzung |
| ---------- | -------- | ----------- |
| 2. Ps. Sg  | lauda!   | lobe!       |
| 2. Ps. Pl. | laudate! | lobt!       |

Bei folgenden Verben existieren Kurzformen, die im klassischen Latein die früheren langen Formen verdrängten, die noch im Altlatein üblich waren:
| Verb            | dicere („sagen“) | facere („machen“) |
| 2. Ps. Singular | dic!             | fac!              |
| Übersetzung     | sag!             | mach!             |

### Imperativ II
Dieser Modus wird auch als Imperativ Futur bezeichnet. Der Befehlscharakter ist abstrakter als beim Imperativ I, d. h. nicht auf einen zeitnah auszuführenden einzelnen Akt bezogen. Die Handlung wird nicht sofort erwartet, sondern zu einem späteren Zeitpunkt oder für eine unbeschränkte Zeitdauer. Daher findet er sich insbesondere in Gesetzen, sakralen Vorschriften, Anweisungen oder auch Kochrezepten. (Im Deutschen steht hier häufig der Infinitiv, z. B. „Den Teig über Nacht ruhen lassen“.)
|               | Latein     | Übersetzung                    |
| 2./3. Ps. Sg. | laudato!   | du sollst / er/sie soll loben! |
| 2. Ps. Pl.    | laudatote! | ihr sollt loben!               |
| 3. Ps. Pl.    | laudanto!  | sie sollen loben!              |

Ein weiteres Beispiel ist memento im Ausdruck „Memento mori“ („Bedenke, dass du sterben wirst“).